# 중앙우회로
중앙우회로(Junganguhoe-ro)은 경상남도 양산시 남부동과 북부동을 연결하는 도로이다.

## 노선 경로
- 남부사거리 - 중앙로
- 삼거리 명칭 미상 - 삼일로
- 12번교차로 - 양산대로 (국도 제35호선)
- 강변로와 직결

## 같이 보기
- 중앙로